# Islandia (Florida)
Islandia is een plaats (city) in de Amerikaanse staat Florida, en valt bestuurlijk gezien onder Miami-Dade County.

## Demografie
Bij de volkstelling in 2000 werd het aantal inwoners vastgesteld op 6.

## Geografie
Volgens het United States Census Bureau beslaat de plaats een oppervlakte van
171,9 km², waarvan 16,7 km² land en 155,2 km² water.

## Plaatsen in de nabije omgeving
De onderstaande figuur toont nabijgelegen plaatsen in een straal van 24 km rond Islandia.